# Die Mühle der versteinerten Frauen
Die Mühle der versteinerten Frauen (Originaltitel: Il mulino delle donne di pietra) ist ein italienisch-französischer Spielfilm in Farbe von Giorgio Ferroni. Das Drehbuch wurde von Remigio Del Grosso, Ugo Liberatore und dem Regisseur verfasst. Es beruht auf einer Erzählung von Pieter van Weigen. Die Hauptrollen sind mit Pierre Brice, Scilla Gabel, Dany Carrel und Wolfgang Preiss besetzt. Das Werk erlebte seine Uraufführung am 30. August 1960 in Italien. In der Bundesrepublik Deutschland kam der Film erstmals am 23. März 1962 ins Kino.

## Handlung
Zu den Attraktionen der Stadt Amsterdam gehört u. a. das „Carillon der versteinerten Frauen“, ein von einem Mühlrad angetriebenes Karussell, das historische Frauenstatuen vor dem Betrachter vorbeiziehen lässt. Erbaut hat dieses seltsame Schauspiel ein Vorfahr des Bildhauers Gregorius Wahl vor über hundert Jahren.
Eines Tages kommt der deutsche Architekturstudent Hans von Arnim in die Stadt, um über dieses „Carillon“ einen Bericht zu verfassen. Von Prof. Wahl, dem jetzigen Mühlenbesitzer, bekommt er ein kleines Arbeitszimmer zugewiesen. Bald stößt der junge Mann bei seinen Streifzügen durch das Bauwerk auf Elfy, die Tochter des Professors, die von ihrem Vater in strenger Abgeschiedenheit behütet wird. Eines Nachts treffen sich die beiden zu einem Schäferstündchen.
Tags darauf erhält Hans Besuch von seiner Verlobten, einer Schülerin der Kunstakademie. Als Elfy sieht, wie liebevoll Liselotte von Hans durch das unheimliche Gebäude geführt wird, erweckt dieser Anblick ihre Eifersucht. In einem Brief fordert sie Hans auf, sie in der folgenden Nacht erneut zu besuchen. Doch bei diesem Rendezvous erfährt sie von Hans, dass dies das letzte gemeinsame Treffen sein müsse. Daraufhin stürzt das Mädchen mit einem Schrei zu Boden. Ihre Haut läuft blau an; das Herz steht still. Hans gibt sich selbst die Schuld an ihrem Tod und rennt davon.
Gleich am nächsten Tag sucht Hans wieder die Mühle auf. Da hört er in der Ferne Elfys Lieblingsklavierstück. Dies veranlasst ihn zu glauben, das Mädchen sei noch am Leben. Als er sie jedoch auf dem Friedhof aufgebahrt findet, schlägt seine Erleichterung in Entsetzen um. Rasch sucht er das Weite.
Elfy hatte nur, wie schon so oft, einen schweren Anfall. Um am Leben bleiben zu können, muss ihr krankes Blut regelmäßig durch das gesunde Blut einer jungen Frau ersetzt werden. Die Körper der Opfer werden versteinert und zwischen die Figuren des Carillons gestellt.
Langsam erholt sich Hans von seinen Wahnvorstellungen. Jetzt glaubt er, alles nur geträumt zu haben, und will so bald wie möglich Liselotte heiraten. Als er aber Amsterdam den Rücken kehren will, ist seine Verlobte plötzlich verschwunden. Eine schreckliche Ahnung befällt ihn. Zusammen mit seinem Freund Ralf eilt er zur Mühle.
Liselotte liegt gefesselt im Keller. Ihr Blut ist von einer solch seltenen Gruppe, dass Elfy durch eine Transfusion vollständig geheilt werden könnte. Der Arzt Dr. Bohlem stellt jedoch eine Bedingung: Er will Elfy zur Frau. Daraufhin empört sich Wahl so sehr, dass er den Mediziner tötet.
Wahl will jetzt die Transfusion selbst durchführen. Dazu braucht er das Fläschchen mit der von Bohlem gefertigten Mixtur. In den Taschen des Toten findet er aber nur noch die Scherben. Im Wahn reißt er den Körper seiner Tochter an sich, bringt ihn zum „Carillon“ und setzt ihn in Brand.
Hans und Ralf schaffen es gerade noch rechtzeitig, mit der von ihnen befreiten Liselotte den Flammen zu entkommen.

## Kritik
„Es ächzt und stöhnt, quietscht, schreit und pfeift hier nach allen Regeln der Gruselkunst. Den mittelalterlichen Spuk in geheimnisvollen Farben produzierten Italien und Frankreich gemeinsam. Neben Scilla Gabel, die ständig sterben und durch das Blut anderer Mädchen zu neuem Leben erweckt werden muß, sieht man die Deutschen Wolfgang Preiss und Herbert A. E. Böhme.“

Das Lexikon des internationalen Films bezeichnet den Streifen lapidar als „abgeschmackten Horrorfilm“. Im Gegensatz dazu zeigt sich Echolog.de voll des Lobes: „Die französisch-italienische Koproduktion ‚Die Mühle der versteinerten Frauen‘ gilt zu Recht als absoluter Geheimtipp für Freunde des gepflegten Gothic Horror. Giorgio Ferroni, der ansonsten eher durch einschlägige Sandalenfilme und Western von sich reden machte, gelang mit seinem einzigen Horrorfilm ein Coup d’Éclat, ein atmosphärisches Meisterwerk, das sich nicht vor den besten Vertretern seiner Art aus den Hammer-Studios oder von Mario Bava […] verstecken muss.“ Auch Filmtipps.at ist von dem Werk ganz angetan: „Ein vergessener Klassiker aus dem Gothic-Horror. Dabei kann man bis zur Hälfte des Films nur erahnen, in welche Richtung der Film geht. Bis dahin versteht sich der Film ausschließlich als atmosphärische Beschreibung: Windmühle, Dorfkneipe und wenige Außenaufnahmen gehen in eine beeindruckende Symbiose und vermitteln ein klassisches Gruselszenario. […] In der deutlich zu unterscheidenden zweiten Hälfte des Films überschlagen sich dann die Ereignisse und auch die Rätsel werden alsbald gelüftet. Man ist fast etwas enttäuscht, wie simpel eigentlich das Grundgerüst der Geschichte ist, allerdings wird erst dadurch deutlich, wie überragend stilsicher die erste Hälfte aufgebaut ist.“

## Quelle
- Programm zum Film: Illustrierte Film-Bühne, Vereinigte Verlagsgesellschaften Franke & Co., München, Nr. 6069